# Walter Dezelske
Walter Dezelske (* 3. März 1903 in Lauenburg in Pommern; † 10. Oktober 1978 in Bremen) war ein deutscher Politiker (CDU) und Mitglied der Bremischen Bürgerschaft.

## Biografie
Dezelske war als staatlich geprüfter Landwirt in Pommern und in Bremen tätig. Er war verheiratet mit Margarete Miltz (1906–1980), das Paar hatte Kinder.
Er war seit Juli 1943 Mitglied in der Nationalsozialistischen Deutsche Arbeiterpartei (NSDAP) und von
1939 bis 1945 in der Marine-SA. Im April 1948 wurde er als „Mitläufer“ eingestuft und entnazifiziert.
Im März 1946 zog er aus Oldenburg nach Bremen-Nord war beim Vieh-Wirtschafts-Verband beschäftigt und seit August 1949 Leiter der Viehverwertungsstelle.
1953 wurde er Mitglied der CDU und war im CDU-Ortsverband Burglesum aktiv.

Er war von 1955 bis 1959 Mitglied der 4. Bremischen Bürgerschaft und dort Mitglied verschiedener Deputationen, u. a. für die Landwirtschaft. Er wirkte in landwirtschaftlichen Organisationen und am Landwirtschaftskammergesetz mit und nahm die Interessen von Ost- und Mitteldeutschen in der Politik als Vorsitzender des Pommernbundes Bremen-Nord wahr. In der Kommunalpolitischen Vereinigung Bremen-Nord war er u. a. auch im Vorstand. Er war nach 1959 Mitglied im Stadtteilbeirat Burglesum und dort als Sprecher aktiv.